# District de Daguan
Pour les articles homonymes, voir Daguan.
Le district de Daguan (大观区 ; pinyin : Dàguān Qū) est une subdivision administrative de la province de l'Anhui en Chine. Il est placé sous la juridiction de la ville-préfecture d'Anqing.